# Temple maçonnique d'Érié
 (septembre 2020).
Le temple maçonnique d'Érié – ou Erie Masonic Temple en anglais – est un temple maçonnique américain situé à Érié, dans le comté d'Érié, en Pennsylvanie. Il est inscrit au Registre national des lieux historiques depuis le 31 août 2020.